# Roger Brown
Roger William Brown (ur. 22 maja 1942 w Nowym Jorku, zm. 4 marca 1997 w Indianapolis) – amerykański koszykarz, występujący na pozycji rzucającego obrońcy lub niskiego skrzydłowego, 3-krotny mistrz ABA (1970, 1972, 1973), członek Koszykarskiej Galerii Sław.
Brown był gwiazdą George W. Wingate High School. Otrzymał wiele ofert stypendialnych, jednak ostatecznie zdecydował się na University of Dayton (1960). Z powodu znajomości z hazardzistą Jackiem Molinasem zabroniono mu występów zarówno w NCAA, jak i w NBA. Molinas był podejrzewany o ustawianie spotkań przez tzw. "golenie punktów". Brown nie brał udziału w tym procederze i nie postawiono mu nigdy żadnych zarzutów, a mimo to padł ofiarą nagonki medialnej, podobnie jak jego dobry kolega Connie Hawkins. W rezultacie zakończyło się ligowymi sankcjami wobec obu zawodników, których podejrzewano, jak to określono o uzyskiwanie korzyści materialnych. Żadnych zarzutów jednak nigdy im oficjalnie nie postawiono.
Brown podobnie jak Hawkins stał się legendą nowojorskiej koszykówki ulicznej. Obaj zawodnicy znali się bardzo dobrze i pomagali sobie we wzajemnym rozwoju. Obaj też podzielili ten sam los w kwestii ligowych restrykcji.
Po skandalu związanym z hazardem Brown podjął się gry w lokalnej lidze amatorskiej w Dayton. Po powstaniu ligi ABA w 1967 roku stał się pierwszym zawodnikiem, którego zakontraktował zespół Indiana Pacers. Spędził w lidze kolejne 8 lat, zdobywając 3 tytuły mistrzowskie w trakcie pięciu finałów ligi w barwach Pacers. Otrzymał też wiele wyróżnień indywidualnych, a po zakończeniu kariery został zaliczony do składu najlepszych zawodników w historii ligi ABA (ABA's All-Time Team - 1997) oraz Koszykarskiej Galerii Sław (Naismith Memorial Basketball Hall Of Fame - 2013).
Przez 4 lata pracował w radzie miasta Indianapolis. W 1996 roku wykryto u niego raka, zmarł rok później. Klub Indiana Pacers zastrzegł należący do niego numer 35, tym samym dołączył on do grona takich zawodników jak: Reggie Miller, George McGinnis, czy Mel Daniels, których koszulki również zawisły pod kopułą hali Pacers.

## Osiągnięcia
- 3-krotny mistrz ABA (1970, 1972, 1973)[2]
- 2-krotny wicemistrz ABA (1969, 1975)
- MVP finałów ABA (1970)[6]
- Uczestnik meczu gwiazd:
  - ABA (1968, 1970, 1971, 1972)[7]
  - NBA vs ABA (1971–1972)[8][9]
  - Legend NBA (1985)[10]
- Wybrany do:
  - I składu ABA (1971)[6]
  - II składu ABA (1968, 1970)[6]
  - składu najlepszych zawodników w historii ligi ABA (ABA's All-Time Team - 1997)[4]
  - Koszykarskiej Galerii Sław (Naismith Memorial Basketball Hall Of Fame - 2013)[1]
- Klub Indiana Pacers zastrzegł należący do niego w numer 35[5]

### Rekordy ABA
- Lider wszech czasów ABA w liczbie rozegranych spotkań play-off (110)[11]
- Lider wszech czasów ABA w liczbie punktów (2060) zdobytych w play-off[12]